# Piràmide de Karlsruhe
La Piràmide de Karlsruhe (en alemany: Karlsruher Pyramide) és una piràmide monumental de gres roig, que es troba al centre de la plaça del mercat de Karlsruhe. El monument, erigit en els anys 1823-1825 sobre la cripta del fundador de la ciutat, el marcgravi Carles Guillem de Baden-Durlach, és un conegut símbol de la ciutat, considerat el segon emblema després del disseny de la ciutat en forma de ventall plegable.

## Descripció

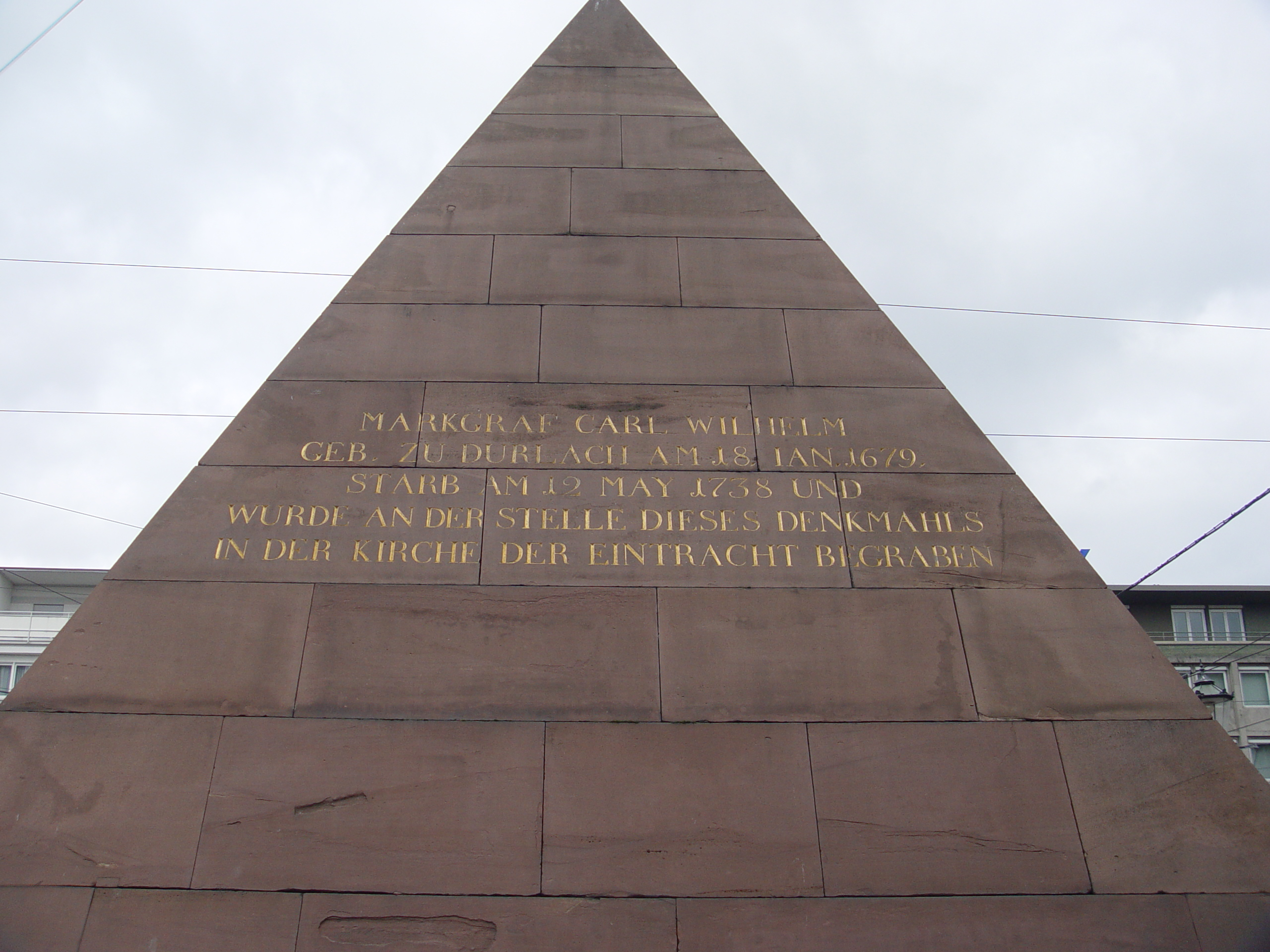

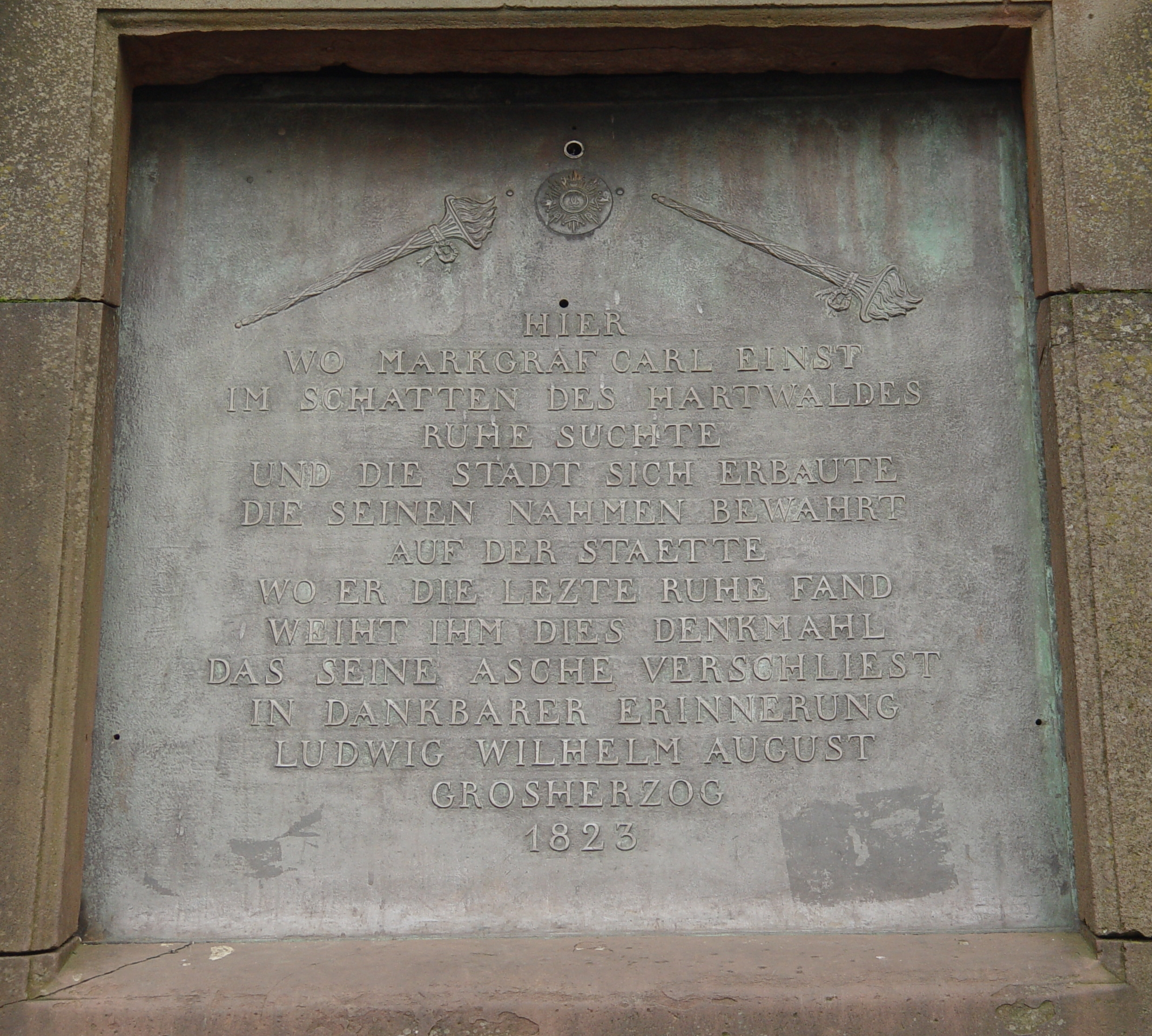
Inscripció commemorativa

La ubicació del monument ocupa el lloc de l'antiga església luterana de la ciutat (anomenada església de la Concòrdia), un edifici barroc amb estructura de fusta. Quan Karlsruhe començà a créixer a la primeria del segle xix, l'església resultava massa petita per a la congregació i obstruïa l'expansió urbana cap al sud. L'enderrocaren el 1807, i col·locaren al principi al seu lloc una piràmide de fusta damunt la cripta de Carles Guillem.
Aquell monument el reemplaçaren 16 anys més tard per una edificació piramidal de pedra dissenyada per l'arquitecte Friedrich Weinbrenner (artífex de la ciutat) a l'estil neoclàssic, que ha sobreviscut fins a hui (no fou afectada pels intensos bombardeigs de la Segona Guerra Mundial). El monument originari de fusta es traslladà a la nova ubicació de l'església.
La piràmide, de base quadrada, arriba als 6,5 m d'alçada. Conté una seqüència vertical de tres cambres, i a la més baixa hi ha la cripta original. La pedra fonamental de la ciutat també es troba dins la piràmide. El monument és un exemple d'arquitectura neoegípcia, inspirat en la funció funerària de les piràmides d'Egipte i en edificis semblants de l'era napoleònica.
Es pot entrar a la piràmide per una petita obertura quadrada, però només amb el consentiment dels seus antics propietaris (fins al 1940), la Casa de Baden.(3)